# Промышленность Латвии
Промышленность Латвии — промышленность на территории Латвии.

## Обзор

### Добывающая промышленность
Добывающая промышленность
На территории Латвии добывается большинство базовых материалов для строительной отрасли
- песок;
- древесина;
- гипс;
- известняк;
- глина;
- щебень;
- доломит.

Из энергоносителей на территории страны в значительных количествах добывается торф.

### Обрабатывающая промышленность
Обрабатывающая промышленность Латвии на данный момент является многосекторной, интегрирована в экономику ЕС, ориентирована на экспорт и имеет позитивную динамику развития.
В Латвии глубокие корни имеет производство высокотехнологичной продукции. В наши дни производящаяся в Латвии — электротехника, компьютерные компоненты, устройства беспроводной связи, строительная техника[уточнить], электродвигатели, беспилотные летательные аппараты — дроны, 3D-принтеры и т. д.
Большое значение имеет Пищевая промышленность (продовольственные товары в основном потребляются на местном рынке и составляют 11 % от общего объёма экспорта) занимают 2-е место, сразу за сферой деревообработки, которая составляет 29 % от общего экспорта обрабатывающей промышленности.
Примерно 66 % продукции реализуется на экспортных рынках, поставляя прицепы, электротовары, текстильные изделия, химические вещества, продукцию металлообрабатывающей и деревообрабатывающей промышленности.
Структура обрабатывающей промышленности в 2015 году доля занятости и экспорта в реализации сектора
|                                                        | После выпуска | После того, как количество занятых рабочих мест | Доля экспорта в реализации сектора |
| ------------------------------------------------------ | ------------- | ----------------------------------------------- | ---------------------------------- |
| Производственная промышленность в целом                | 100           | 100                                             | 64                                 |
| Производство продуктов питания и напитков              | 23,5          | 20,7                                            | 34,4                               |
| Легкая промышленность                                  | 3,9           | 10,1                                            | 86,8                               |
| Деревообрабатывающая промышленность                    | 27,1          | 21,1                                            | 74,7                               |
| Производство и печать бумаги                           | 4,3           | 4,1                                             | 61,5                               |
| Химическая промышленность                              | 7,5           | 7,1                                             | 76,1                               |
| Производство прочих неметаллических изделий            | 6,1           | 4,5                                             | 47,6                               |
| Производство металлов и готовых металлических изделий  | 9,1           | 10,2                                            | 67,8                               |
| Производство электрического и оптического оборудования | 7,1           | 3,8                                             | 90,9                               |
| Изготовление оборудования                              | 2,3           | 2,9                                             | 85,2                               |
| Производство транспортных средств                      | 3,6           | 3,3                                             | 58,5                               |

## История
Когда Латвия обрела независимость в 1918 году, промышленность была полностью уничтожена — промышленное оборудование, сырье, специалисты и работники с семьями были эвакуированы в Россию. Поэтому промышленность Латвии пришлось создавать заново. Её первоочередной задачей стало обеспечение внутренних нужд, изменилось направление экспорта. Были импортированы промышленные машины и двигатели, а также сырье и топливо, как для металлообработки и машиностроения, так и для текстильной промышленности. Основным ресурсом Латвии оставался богатый человеческий капитал с самым высоким в мире коэффициентом зачисления в университеты на душу населения.
В дальнейшем, развитие высокотехнологичной продукции, такой как радиоприемник VEF и фотокамера Minox, позволяло конкурировать с Европой и Америкой.
На Даугаве в конце 30-х была построена первая гидроэлектростанция — Кегумская ГЭС. В этот период образовались такие промышленные предприятия как Laima, Rīgas Miesnieks, Jelgavas Cukurfabrika, Rīgas audums. Тогда же начиналась история предприятия Radiotehnika. После объединения нескольких пивоварен появился Aldaris.
Латвия преодолела Великую депрессию благодаря сильному сельскому хозяйству. На экспорт в Западную Европу шли сало, свекловичный сахар, молочные продукты и ткани. В 30-х годах XX века экспорт древесины из Латвии составлял 10 % мирового рынка.
В советское время: Промышленность Латвийской ССР (см. Латвийская ССР#Экономика) 

ЛССР имела развитую электронную промышленность (см. МЭП СССР).
По производству продукции в расчёте на душу населения ЛССР занимала (в 1972) среди союзных республик 1-е место по выпуску:
магистральных пассажирских вагонов,
трамвайных вагонов,
дизелей и дизель-генераторов,
АТС и телефонных аппаратов,
радиоприёмников,
холодильных установок,
фанеры,
шифера,
шерстяных и льняных тканей,
верхнего трикотажа,
бытовых стиральных машин,
мопедов,
а также по объёму работ предприятий бытового обслуживания и перевозкам пассажиров железнодорожным транспортом.
Республика поставляла в другие союзные республики радиоприёмники, АТС, микроавтобусы (РАФ), вагоны, стиральные машины, изделия лёгкой и пищевой промышленности и др.
Изделия промышленности ЛССР экспортировалось более чем в 100 стран.
- RAF (1949)
- VEF
- Лиепайский металлург
- Дзинтарс
- Олайнский химико-фармацевтический завод (1972)

В 1991 году в промышленности Латвии происходит стремительное снижение объёмов производства, поскольку оборудование практически всех производственных предприятий устарело и технологически отстало. Продукция в условиях свободного рынка неконкурентоспособна, СССР в качестве источника сырья и рынка сбыта потерян. Дополнительное давление на промышленность Латвии создает финансовый кризис 1998 года в России, ещё больше сокращая рынок сбыта.
С момента стабилизации ситуации в промышленности в середине 90-х годов до глобального финансового кризиса в 2007–2009 годах есть тенденция к увеличению промышленных объёмов. В первые годы после кризиса рост обрабатывающей промышленности стремительнее общего темпа восстановления народного хозяйства, поэтому удельный вес промышленности растет. Общий удельный вес промышленности в народном хозяйстве стабилизировался на отметке около 16%.
2017: в обрабатывающей промышленности — рост на 10,3 %, транспорт и логистическо-складские услуги — на 9,4 %
В 2018 году латвийская промышленность произвела на сумму 3988 млн евро.
Прирост производства промышленной продукции составил в среднем 4 % (прирост — электроника, деревообработка и производство мебели) 
В декабре 2018 года объём промышленного производства, по сравнению с декабрем 2010 года, увеличился на 37 %; быстрый рост производства был вызван благоприятным развитием на внешних рынках, где экономика еврозоны росла быстрыми темпами с 2007 года.
Информация, представленная производственными компаниями, показывает, что на увеличение производства в значительной степени повлияло увеличение экспорта продукции — на 10,8 %, из которых площадь евро[прояснить]/еврозону?/ — на 26,1 %.
Так как эпидемиологическая ситуация в Латвии в основном была лучше, чем во многих других странах ЕС, то промышленность получила в 2020-м больше заказов, чем ожидалось. Tенденции в обрабатывающей промышленности в марте 2021 года, по сравнению с мартом 2020 года, когда началась пандемия, показывают, что оборот обрабатывающей промышленности по календарно скорректированным данным в текущих ценах увеличился на 14,3%. Оборот на внутреннем рынке вырос на 6,6%, в экспорте - на 18,3%, в том числе в еврозоне - на 8,4%, за пределами еврозоны - на 26,3%.

## Металлообработкаимашиностроение
К сегодняшнему дню на предприятиях отрасли проведена реструктуризация, в целях повышения их конкурентоспособности на мировом рынке — главным образом для налаживания контрактного производства экспортной продукции. На реконструкцию инфраструктуры, модернизацию производства, внедрение новых технологий, инноваций и обучение персонала была использована значительная часть средств, полученных от структурных фондов ЕС в рамках программы экономического развития.
На предприятиях этой отрасли работают около 23 тыс. человек (2018).
Выпуск продукции сектора в 2018 году составил 1,6 млрд евро. Экспортируется в более чем 100 стран мира, почти 4/5 общего объёма продукции; объём экспорта — 1,1 млрд евро. Более 70 % экспортной продукции поставляется в страны ЕС; крупнейшими торговыми партнёрами в области экспорта латвийской продукции машиностроения и металлообработки стали (в 2018 году) — Дания, Швеция, Германия, Россия, Великобритания, Норвегия и Франция.
Крупные компании:
- авиакомпания Konkors (ранее Concors)[9] — крупнейший в Балтии центр по обслуживанию самолётов[10] (президент (изначально) Сергей Ратников[11][12][13][14][15][16]; в состав также входит фирма Flaters)
- Jensen Metal — различного вида оборудование и контрактные поставки для пищевой, транспортных, электронной промышленности)
- Peruza — высокоавтоматизированное оборудование для рыбоперерабатывающих цехов. Продукция компании экспортируется в более чем 20 стран
- Dinex Latvia
- AKG Thermotechnik Lettland
- Leax Baltix
- Malmar sheet metal
- Severstaļlat
- IPT — производство плазменных станков
- S.B.C
- East Metal
- Izoterms
- Grandeg
- Baltic Zinc Technics
- Baltrotors — производит более 100 моделей ротаторов, коллекторов, подвесок с и без тормоза для различного использования. Клиенты в более 48 странах мира.
- Valpro — производит канистры и их аксессуары для гражданских, военных целей
- Belmast — металлоконструкции любой сложности и размера
- Lyngson
- Ardagh metal packaging
- KMM metāls[источник не указан 1928 дней]
- Caljan Latvia[17]
- Krāsainie lējumi
- Fonekss metāls[источник не указан 1928 дней]
- Tolmets[источник не указан 1928 дней]
- Dīlers[источник не указан 1928 дней]
- Arta-F[источник не указан 1928 дней]

## Производство транспортных средств
В Латвии производятся корабли, поезда, самые быстрые сверхлегкие летательные аппараты в мире, а также эксклюзивные бронированные автомобили SUV. Промышленность занимает 3,6 %.
Крупные компании:
- Рижский судостроительный завод[19] — судоремонт и строительство, производство плавучих платформ.
- Даугавпилсский локомотиворемонтный завод — ремонтируются (и фактически строятся) локомотивы.
- Bucher Schoerling Baltic — уличный чистящий транспорт.
- Zieglera mašīnbūve — сельскохозяйственная техника, кабельные соединения для подушек безопасности, датчики парковки
- Pelegrin — самый быстрый в мире ультралегкий самолёт.
- Dartz Motors — эксклюзивные бронированные автомобили внедорожники
- Anytec Productions — производство рекреационных и спортивных лодок
- UAV factory — один из трёх мировых производителей небольших БПЛА с более чем 20 часами полета, клиенты в 55 странах и один из мировых лидеров в области рынка беспилотных летательных аппаратов.[20] Marupe Penguin установил мировой рекорд для легкого (до 25 кг) беспилотного полета.

## Электротехника, электроника, информационные и коммуникационные технологии
Выпуск сектора высокотехнологичной продукции составляет 90,9 %[чего?] (2015 год). Доля этого под сектора в обрабатывающей промышленности составляет 7,1 % (2015 год).
В отрасли занято более 5480 человек (2018): электронная и электротехническая промышленность является одним из крупнейших работодателей технически и научно подготовленных людей в Латвии; средняя зарплата в секторе на 20-40 % выше, чем в среднем в обрабатывающей промышленности.
Сектор быстро растет: в 2010 году он увеличился более чем на 34 % по сравнению с 2009 годом, в 2011 году экспорт информационно-коммуникационных технологий (ИКТ) увеличился на 16 % по сравнению с 2010 годом. В области компьютерных услуг рост был ещё более быстрым и достиг 28 %.
Оборот отрасли в 2016 году превысил 506 млн евро.
Электронная и электротехническая отрасль в Латвии стратегически нацелена на экспорт, куда направляется около 90 % произведенной продукции; основными экспортными рынками отрасли являются страны ЕС. Большой удельный вес экспорта и большое количество экспортных рынков свидетельствует о конкурентоспособности отрасли на международном уровне.
Крупные компании:
- SAF Tehnika — разработка и производство оборудования для передачи данных СВЧ
- MikroTik — (различные типы оборудования беспроводной технологии — маршрутизаторы и т. п.; продажи в 2018 году — 258 млн евро
- Балтийские научные инструменты — лабораторные приборы, используемые в области атомной энергетики, космических исследований, геологии, экологического мониторинга
- Rebir — производство электроинструментов
- Jauda — трансформаторные подстанции, оборудование низкого напряжения и среднего напряжения, металлические конструкции
- Рижский электромашиностроительный завод — электродвигатели, генераторы и т. п.
- Hansa Matrix — производство электронных компонентов
- Rikon — производит различное портовое оборудование
- Ditton pievadķēžu rūpnīca — специализированные автомобили, промышленное оборудование и т. п.
- Sidrabe — различные виды высокотехнологичного оборудования
- Volburg — электронные устройства и модули
- Mass Portal — 3D-принтеры
- Vizulo — производитель светодиодных светильников
- JZ Microphones - производитель микрофонов
- Cachbox -производитель микрофонов

## Химическая промышленность, биотехнологии и фармацевтика
На фармацевтическую промышленность приходилось 2,5 % от общего объёма производства.
Наибольшая доля выпуска продукции в секторе приходится на фармацевтические препараты и медицинскую и фитохимическую продукцию и резиновые и пластмассовые изделия.
В химической отрасли работает более 7800 человек (2016). 
В 2016 году оборот химической отрасли достиг 600 млн евро; экспорт составил 436 млн евро. Основные экспортные рынки — Литва, Эстония, страны СНГ (главным образом Россия, Узбекистан и Беларусь), Германия, Польша, Швеция, Украина, Дания, Великобритания и Нидерланды. В последние пять лет латвийские химические и фармацевтические компании успешно вошли на такие новые рынки как Австралия, Китай, Панама, Саудовская Аравия.
Крупные компании
- Grindex — специализируется на препаратах для лечения сердечно-сосудистой (милдронат), центральной нервной системы и противораковых препаратов в терапевтических группах. Основными направлениями деятельности компании являются исследования, разработка, производство и продажа оригинальных продуктов, дженериков и активных фармацевтических ингредиентов).
- Olainfarm — одна из крупнейших в странах Балтии компаний[23][24], производит лекарства и фармацевтические продукты, экспортирует свою продукцию более чем в 35 стран мира
- Silvanols — лекарства, отпускаемые без рецепта, пищевые добавки.
- Rīgas farmaceitiskā fabrika — рецептурные препараты, мази, микстуры, пищевые добавки.
- Pharmidea — занимается разработкой, производством и продажей стерильных фармацевтических форм на более чем 50 международных экспортных рынках.
- Valmieras stikla šķiedra — один из ведущих производителей стекловолокна в Европе. Имеет также свои производства в Великобритании и в США.
- Tenachem
- Groglass
- Light Guide Optics International
- Biolar
- Spodrība
- Baltic Candles
- Cross Chem
- Rīgas krāsu un laku fabrika
- Jaunpagasts Plus
- Aga
- Bio-Venta
- Stenders
- Elme Messer
- PPE Serviss
- MADARA Cosmetics
- PET Baltija

## Деревообработка и лесное хозяйство
Латвия находится в зоне смешанных лесов и является одной из богатейших лесными ресурсами стран Европы. Лес покрывает более 50 % территории страны; за последние 80 лет площадь лесов почти удвоилась, объём древесины достигнул 668 млн м³.
Около 50 % лесов принадлежит государству и управляется государственным акционерным обществом «Латвийские государственные леса».
Деревообрабатывающая промышленность: лесной сектор является одной из наиболее важных экспортных отраслей Латвии.
Около 74 % произведенного в лесном секторе экспортируется; объём экспорта в 2016 году составил 2,1 млрд евро, на 4,2 % больше, чем в 2015 году.
Традиционно главной экспортной продукцией являются пиломатериалы и деловая древесина.
Латвия входит в пятерку крупнейших производителей древесных гранул в ЕС, уступая только Германии, Швеции и Франции.
Крупные компании:
- Latvijas Finieris — (Крупнейшее латвийское деревообрабатывающее предприятие производство березовой фанеры с производственными предприятиями в Латвии, Литве, Эстонии и Финляндии)
- NewFuels (крупнейшее в Латвии предприятие по производству гранул из древесных опилок)
- Kronospan
- Kurekss
- Stora Enso Latvija
- Gaujas Koks
- Pata AB
- BSW
- AKZ
- Kronus

## Производство строительных материалов
Производство стройматериалов дает 5,5 % от общего объёма производства обрабатывающей промышленности.
Большинство компаний, производящих строительные материалы, используют местные природные ресурсы, в основном, минеральные материалы такие как доломит, известняк и глина. Основными группами продукции являются наполнители, бетон, железобетон, цемент, теплоизоляционные материалы, известь и доломит, гипсовая продукция, керамические материалы, силикатные и антикоррозийные материалы, стекловолокно, сухие смеси, газобетон, строительная химия и металлическая фурнитура.
Именно благодаря производителям стройматериалов, а также производству изделий из резины и пластмассы, металлообрабатывающей отрасли и производителям мебели можно говорить о том, что строительный цикл в Латвии обеспечивается собственными ресурсами от А до Я.
Объём строительной продукции в Латвии в первой половине 2018 года по сравнению с тем же периодом 2017 года в сопоставимых ценах по календарно выровненным данным увеличился на 33,2 % и в фактических ценах составил 842,5 млн евро, свидетельствуют данные Центрального статистического управления.
Крупные компании:
- Броценский завод мирового лидера производства цемента CemexUPB Group - Один из самых больших производителей строительных материалов в Балтийских странах. Оборот 2020 году составил 237 миллионов евр.
- Bauroc
- Baltijas Gumijas fabrika
- Tenapors
- Axon Cable
- Glaskek
- Cemex
- Knauf
- Sakret
- Lode
- Mobil asfalts
- Dzelzbetons MB
- Nexis Fibers
- Valmiera-Andren

## Полиграфическая и yпаковочная oтрасли
Общий объём продукции в отрасли составляет 4,5 % от общего объёма продукции латвийской обрабатывающей промышленности.
Oбъёмы экспорта достигли 65 % от общего объёма продукции; на сегодняшний день крупнейшими рынками являются Норвегия, Дания, Швеция, Германия, Нидерланды, Великобритания, Россия, Финляндия и Польша. Основная экспортная продукция, например, книги и журналы, поставляется в Западную Европу и Скандинавию, тогда как этикетки и упаковки отправляются на восточные рынки.
Латвия занимает второе место в Европе по экспорту книг, экспортная стоимость которых составляет 74 %.
Крупные компании:
- На производстве картонной продукции Smurfit Kappa Baltic в ЕлгавеTetra Pak
- Stora Enso Packaging
- Smurfit Kappa Baltic
- Livonia Print] - Крупнейший производитель книг в Северной Европе, экспортируя около 99% своей продукции в 20 стран.
- Poligrāfijas grupa Mūkusala
- Jelgavas tipogrāfija
- Unitedpress tipogrāfija
- Dardedze hologrāfija
- Zvaigzne,
- Jāņa sēta
- Printful Производства в Латвии, США, Канаде, Мексике. В группе работает 1800 человек, в том числе треть в Латвии.
- SIA PNB Print
- SIA Dizaina un poligrāfijas nams
- AS Liepājas papīrs
- AS VG Kvadra Pak
- AS Immer Digital
- Zemgus

## Лёгкая промышленность

### Пищевая промышленность
Развитие сельского хозяйства в Латвии способствовало также развитию предприятий по переработке продукции. В Латвии производятся практически все ежедневно необходимые продукты. Пищевая промышленность использует местное, а также ввозимое из других стран сельскохозяйственное сырье. Предприятия пищевой промышленности размещены по всей территории страны.
Пищевая промышленность является крупнейшей отраслью обрабатывающей промышленности Латвии: в 2016 году объём выпуска продукции достиг 1,7 млрд евро. Около 67 % всей продукции, произведенной в отрасли, было реализовано на местном рынке, остальная часть пошла на экспорт. Работа в пищевой отрасли ориентирована на экспорт твердых сыров, сливочного масла, молока, консервированной рыбы, фруктово-ягодных заготовок, солений, зерновых и мясных продуктов, кондитерских изделий, алкогольных и безалкогольных напитков. Все это поставляется даже в США, ЮАР, ОАЭ. Кроме того, Литва, Латвия, Эстония являются постоянными партнёрами в производстве пищевой продукции. 
Пищевая промышленность использует местное, а также ввозимое из других стран сельскохозяйственное сырье. Предприятия пищевой промышленности размещены по всей территории страны.
Крупные компании:
- Dobeles dzirnavnieks — крупнейший производитель продовольствия в Латвии[29].
- напитки: Latvijas Balzams, Jaunalko, Cēsu alus и Aldaris (пиво), Cido grupa (соки)
- кондитерия: Laima, Staburadze (торты)[30]
- молочные продукты: Food Union[англ.][31], Preiļu Siers (сыры)
- мясопродукты: Putnu fabrika Ķekava (Кекава)[32], Lielzeltiņi Balticovo[33], Rīgas Miesnieks, Rēzeknes Gaļas kombināts, Kurzemes gaļsaimnieks
- Spilva (соусы)
- прочие: Rīgas Dzirnavnieks, Karavela, Gamma-A, Brīvais vilni, Antaris, Aloja-Starkelsen, Puratos

Рыбопереработка
Рыбозавод «Kaйя» (Чайка) имеет свои корни с 1882 году, когда предприниматель Арнольд Соренсен основал предприятие, которое занимается производством металлических банок и различных консервированных продуктов. В наши дни SIA Karavela под брендами Кaija и Arnold Sørensen экспортируется в Скандинавию, Великобританию, Германию. Также Karavela — единственная латвийская компания, которой разрешено осуществлять поставки рыбных консервов в РФ. Сегодня, ООО «Kaрaвeлa» является одним из крупнейших рыбоперерабатывающих предприятий в странах Балтии.
Предприятие Brīvais vilnis — лидер в Латвии по производству шпрот самого высокого качества. Построен в 1949 году, на берегу Рижского залива в Салацгриве, и оно до сих пор считается там градообразующим. В прошлом на заводе по производству шпрот и разных других консервов работали в три смены круглосуточно, продукция шла на весь СССР.
Kolumbija Ltd в Лиепае, предприятие существовало с 1892 года по 2020.

### Текстильная промышленность
Латвия стала местом, где многие известные европейские, российские и мировые бренды размещают свои заказы небольших объёмов, где важно быстрое и качественное выполнение или экологичность производства.
Латвия также является крупным центром производства белья в Восточной Европе с более чем 50 производителями. Более высокую концентрацию производителей нижнего белья можно найти только во Франции.
В 2016 году в латвийский текстильных компаниях были заняты более 10 тысяч человек.
Отрасль производства текстильной продукции и одежды экспортоориентированная. Главными подсекторами являются производство нижнего белья, пошив готовой одежды, ткачество, машинное вязание, производство технического текстиля и ремесленное производство.
Главными экспортными партнёрами Латвии являются страны ЕС, Россия, Беларусь и Украина. В 2016 году 19 % продукции отрасли экспортировалось в Эстонию, Литву — 13 %, Швецию — 12 %, Данию — 10 %, Россию — 8 %, Германию — 6 %. На Запад главным образом экспортируются товары, произведенные под «частной маркой», а в Россию и страны СНГ — готовая одежда и нижнее белье.
Оборот отрасли в 2016 году составил 254 000 000 евро.
Крупные компании:
- Kwintet Production
- Dinaburga Teks
- 66 North Baltic
- Rita
- Lauma Fabrics — (является одним из ведущих производителей кружев, эластичных материалов и лент в Европе)
- Mežroze
- New Rosme
- Lauma Lingerie
- Orhideja
- V.O.V.A
- Tonus Elast